# Centro di controllo missione
Un centro di controllo missione (in inglese mission control center, MCC) è un'entità che gestisce voli aerospaziali, di solito dal loro decollo all'atterraggio (o alla fine della missione). Il personale, costituito da controllori di volo e altro personale di supporto, monitora tutti gli aspetti della missione con la telemetria, e invia i comandi al veicolo attraverso le stazioni di terra. Il personale che lavora a una missione da un centro di controllo è costituito normalmente da esperti del sistema di controllo assetto, energetico, propulsivo, termico, di operazioni orbitali e di altri sottosistemi. La preparazione e l'addestramento dei tecnici per queste missioni spesso ricade sotto la responsabilità dei controllori di volo, e tipicamente prevede molte esercitazioni.

## Centri di controllo missione della NASA
Prima del decollo le missioni sono controllate dal Launch Control Center (LCC) situato al John F. Kennedy Space Center di Merritt Island, Florida. La responsabilità dei propulsori e della navetta rimane al LCC fino a che non hanno lasciato la torre di lancio, quando la responsabilità passa al Centro di controllo missione Christopher C. Kraft Jr. (MCC-H), del Lyndon B. Johnson Space Center, a Houston. Lo MCC gestisce anche la parte americana dell'ISS.

## Centri di controllo missione di Roscosmos
Il Centro di controllo missione della RKA, l'agenzia spaziale della federazione russa, (in russo Центр управления полётами?), nota anche con l'acronimo ЦУП (CUP) è situata a Korolëv, vicino all'impianto di generazione energia elettrica RKK Energia. Presso questo sito è presente una sala comandi per il segmento russo della ISS. È ugualmente localizzato qui il memoriale di una sala comandi per la Mir, dove sono visibili sugli schermi le ultime orbite della stazione spaziale russa prima che questa bruciasse nell'atmosfera.

## Centro di controllo e comando aerospaziale di Pechino
Il Centro di controllo e comando aerospaziale di Pechino è un centro di comando del programma spaziale cinese. Questa struttura si trova nella periferia nord-ovest di Pechino, all'interno di un complesso chiamato Aerospace City.

## Altri centri di controllo missione significativi
In America

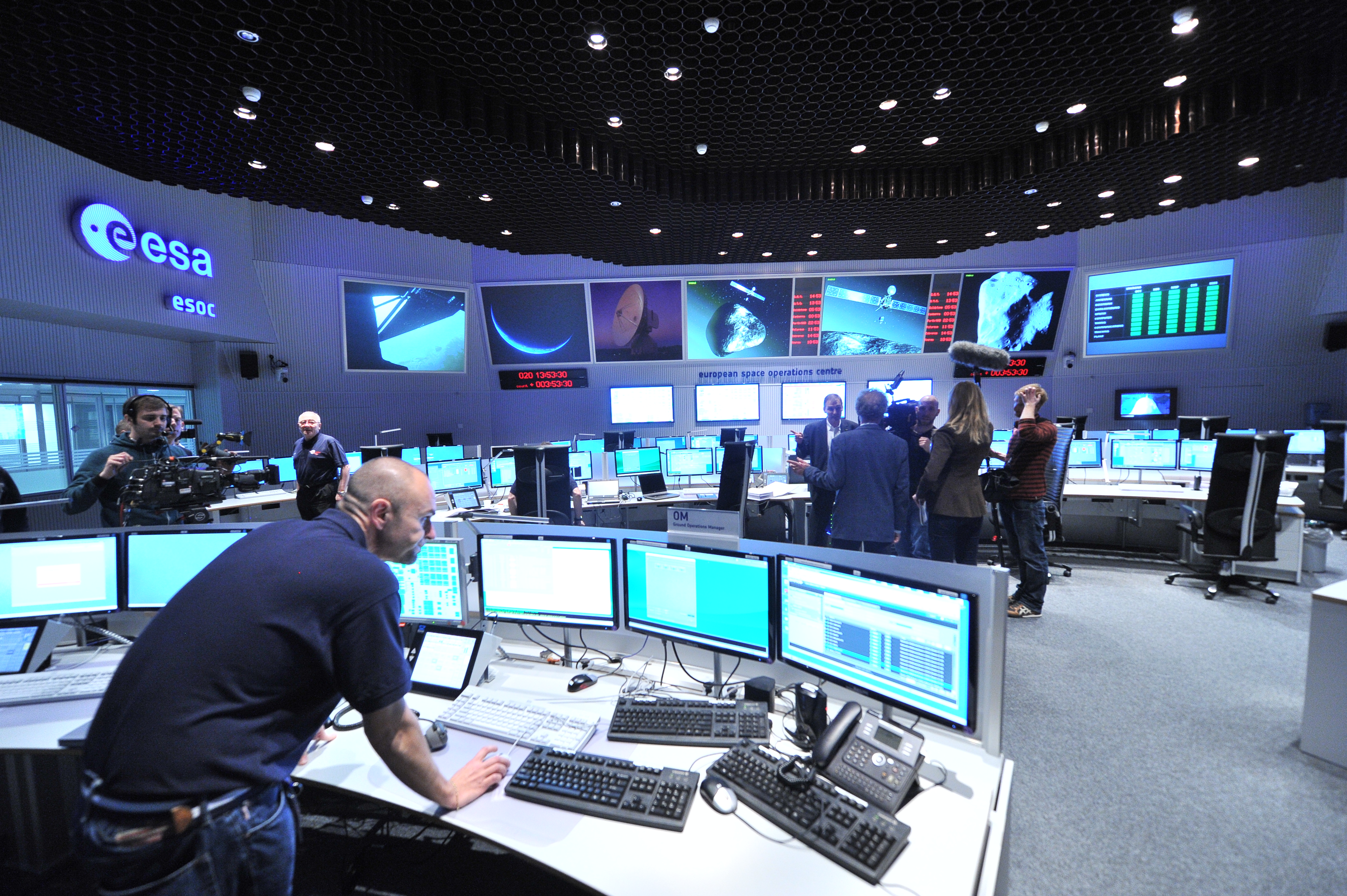
European Space Operations Centre (ESOC), Darmstadt

- Boeing Satellite Development Center (SDC) Mission Control Center,[1] a El Segundo, California, si occupa di molti satelliti militari.
- Goddard Space Flight Center, a Greenbelt, Maryland; fornisce il controllo missione per Hubble Space Telescope.
- Jet Propulsion Laboratory (JPL), a Pasadena, California. Controlla tutte le missioni di veicoli senza equipaggio della NASA all'infuori dell'orbita terrestre, anche con l'ausilio del Deep Space Network.
- Lockheed Martin A2100 Space Operations Center (ASOC)[2] a Newtown, Pennsylvania. Anche questo centro gestisce vari satelliti militari.
- Mercury Control Center; si trovava alla Cape Canaveral Air Force Station, e si occupava delle missioni del Programma Mercury. Uno dei suoi edifici tuttora utilizzati è stato trasformato in bunker di osservazione per i media, in modo da tenere i giornalisti al sicuro nel caso un razzo esplodesse vicino al suolo.
- Mobile Servicing System Control and Training, situato a Saint-Hubert, Quebec, Canada; fornisce supporto al Canadarm2 e alle sue operazioni.
- Space Systems/Loral Mission Control Center[3] a Palo Alto, California.

In Europa
- ATV Control Centre (ATV-CC), del Toulouse Space Centre (CST) a Tolosa, Francia. È il centro di controllo missione per gli Automated Transfer Vehicle europei.
- Columbus Control Centre (Col-CC), del German Aerospace Center (DLR) a Oberpfaffenhofen, Germania. È il centro di controllo missione per il modulo europeo Columbus, un laboratorio europeo della Stazione Spaziale Internazionale.
- European Space Operations Centre (ESOC), a Darmstadt, Germania, è responsabile per i satelliti e le sonde spaziali ESA.

In Asia
- ISRO SHAR Mission Control Centre, Satish Dhawan Space Centre, Sriharikota, India.
- JEM Control Center e HTV Control Center, al Tsukuba Space Center (TKSC), situato a Tsukuba. Gestiscono le missioni spaziali giapponesi della JAXA, tra cui il modulo Japanese Experiment Module della ISS e il H-II Transfer Vehicle, oltre alle missioni dei satelliti.
- Titov Main Test and Space Systems Control Centre, a Krasnoznamensk, Russia.